# Friedrich Sesselmann (Pfarrer)

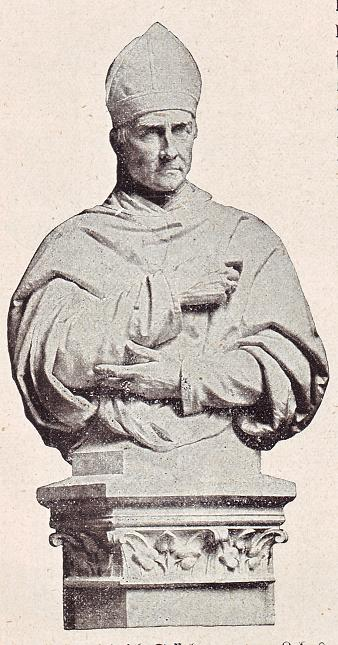
Büste zur Denkmalgruppe 16 in der ehemaligen Berliner Siegesallee (Alexander Calandrelli)

Friedrich Sesselmann († nach 1427) war Pfarrer und Rat von Kurfürst Friedrich I. von Brandenburg.

## Leben
Er stammte aus einer Familie in Oberfranken. Der kurfürstliche Rat Peter Sesselmann und der spätere Kanzler und Bischof Friedrich Sesselmann waren mit ihm verwandt.
1401 war er Pfarrer in Gesees. 1402 wurde Sesselmann erstmals als Pfarrer in Cadolzburg erwähnt, dem Sitz von Burggraf Friedrich I., der ihm eine Soldquittung über 21 Gulden bestätigte. In den folgenden Jahren war er mehrfach für Friedrich tätig, 1415 erstmals als kurfürstlicher Rat, nachdem Friedrich die Herrschaft in Brandenburg übernommen hatte. 1419 nahm Sesselmann vom Zisterzienserinnenkloster Frauenroth Gelder im Auftrag des Bischofs Georg von Padua ein.
1427 war Friedrich Sesselmann noch Pfarrer in Cadolzburg, als er in einem Streitfall des Klosters Ebrach entschied und als Zeuge in einer Urkunde des Bischofs Konrad von Havelberg für den Kurfürsten erschien. 
Friedrich I. hinterlegte bei ihm sein Testament. Wahrscheinlich geschah dies 1437 bei der Abfassung des ersten Entwurfs.
Friedrich Sesselmann starb 1437 oder später.